# 東貝塚 (川口市)
東貝塚（ひがしかいづか）は、埼玉県川口市の大字。郵便番号は334-0066。

## 地理
川口市東部の新郷地区の大宮台地の南端に位置する。東部を中心に宅地化が進むが、農地も多い。地名の由来となった新郷貝塚周辺は公園として整備されている。

## 歴史
もとは江戸期より存在した足立郡谷古田領に属する貝塚村であった。北足立郡の成立の際、郡内に二つの貝塚村があることから東貝塚村に改称した（西貝塚村は現在の上尾市大字西貝塚）。
- はじめは幕府領で、以降変遷なし[4]。
- 1871年（明治4年）11月13日 - 第1次府県統合により埼玉県の管轄となる。
- 1879年（明治12年）3月17日 - 郡区町村編制法により成立した北足立郡に属す。郡役所は浦和宿に設置。それに伴い、郡内に同名の村が存在したことから東を冠称して東貝塚村に改称される。
- 1889年（明治22年）4月1日 - 町村制施行に伴い、赤井、東本郷、蓮沼、前野宿、東貝塚、大竹、峯、新堀、榛松、江戸袋の十箇村が合併し、新郷村が成立。新郷村の大字東貝塚になる。
- 1940年（昭和15年）4月1日 - 新郷村が同郡鳩ヶ谷町（1950年に再分離、2011年に再編入）、芝村、神根村と共に川口市に編入され消滅。川口市の大字となる。

## 世帯数と人口
2021年（令和3年）1月1日現在の世帯数と人口は以下の通りである。
| 町丁   | 世帯数  | 人口  |
| ------ | ------- | ----- |
| 東貝塚 | 307世帯 | 761人 |

## 小・中学校の学区
市立小・中学校に通う場合、学区（校区）は以下の通りとなる
| 番地 | 小学校             | 中学校           |
| ---- | ------------------ | ---------------- |
| 全域 | 川口市立新郷小学校 | 川口市立東中学校 |

## 交通

### 鉄道
町域に鉄道は敷設されていない。最寄り駅は埼玉高速鉄道線の新井宿駅となる。

### 道路
- 埼玉県道・東京都道103号吉場安行東京線
- 東本郷赤山通り
- 峯八幡坂通り

## 施設
- 新郷若宮公園（公園内に新郷貝塚）
- 観音堂

## 関連文献
- 「貝塚村」『新編武蔵風土記稿』 巻ノ138足立郡ノ4、内務省地理局、1884年6月。NDLJP:763997/88。